# Coenotephria malvata
Coenotephria malvata là một loài bướm đêm trong họ Geometridae.